# Зевеке, Александр Васильевич
Александр Васильевич Зевеке (1923—2013) — советский и российский учёный-нейрофизиолог, специалист в области сенсорной физиологии. Доктор биологических наук, действительный член Нью-Йоркской академии наук, член-корреспондент Евроазиатской академии медицинских наук (ЕА АМН).

## Биография
Родился 5 июля 1923 года в Нижнем Новгороде в семье Василия Альфонсовича Зевеке и его жены — Марии Александровны Зевеке (в девичестве Глассон). Дядя Александра — Владимир Александрович Глассон являлся личным доктором семьи Ульяновых в Симбирске, его дед — Альфонс Александрович Зевеке был известным русским судовладельцем.
В 1932 году поступил в среднюю школу им. Покровского (ныне Нижегородский лицей № 38), во время учёбы увлёкся биологией. В 1942 году был призван в Красную армию и отправлен на фронт Великой Отечественной войны. Прошёл всю войну, был трижды ранен, награждён орденом Отечественной войны 1-й степени и медалями, в числе которых «За оборону Сталинграда». Демобилизовавшись, осенью 1945 года Александр Зевеке поступил на биологический факультет Горьковского государственного университета, по окончании которого работал там же, на кафедре физиологии — сначала ассистентом, а затем заведующим учебной лабораторией. Защитив в 1965 году кандидатскую диссертацию на тему «Исследование механорецепции лёгких методом встречных импульсов», перевёлся в Научно-исследовательский институт прикладной математики и кибернетики Горьковского государственного университета. С июня 1967 года работал заведующим отделом нейрофизиологии Центральной научно-исследовательской лаборатории Горьковского государственного медицинского института им. С. М. Кирова (ныне Приволжский исследовательский медицинский университет). В 1991 году А. В. Зевеке защитил докторскую диссертацию на тему «Кодирование сенсорной информации в периферическом отделе кожного анализатора» и получил учёную степень доктора биологических наук. В 1993 году он был назначен руководителем Центральной научно-исследовательской лаборатории нижегородской государственной медицинской академии (ЦНИЛ НГМА) и проработал в этой должности до 1998 года. Также являлся членом Совета физиологического общества России.
Автор более 150 научных работ в области биологии, читал спецкурсы студентам биологического факультета Горьковского государственного университета им. Н. И. Лобачевского (ныне Нижегородский государственный университет). В течение многих лет он руководил Нижегородским научным обществом физиологов, являлся членом Совета биологического факультета ННГУ по защите кандидатских диссертаций, инициатором и организатором Всесоюзного симпозиума «Физиология рецепторов кожи», состоявшегося в Нижнем Новгороде.
Умер 20 мая 2013 года в Нижнем Новгороде и был похоронен на Румянцевском (Ольгинском) кладбище.
Интересно, что в 2007 году Александр Васильевич Зевеке передал в Архив аудиовизуальной документации Нижегородской области более 1000 фотодокументов, в числе которых фотографии за период с 1892 по 1935 годы. Среди фотографий много тех, которые сделал его дед, увлекавшийся любительской фотосъёмкой, а также его отца, занимавшегося фотографией и состоявшего членом Нижегородского отделения Русского фотографического общества. В 2007 году за сохранение этих документов, имеющих историческое значение для Нижегородской области, А. В. Зевеке была объявлена благодарность губернатора Нижегородской области В. П. Шанцева (Распоряжение правительства Нижегородской области № 1530-р от 4 октября 2007 года).